# Hawaii Five-0 (4.ª temporada)
Em 27  de março de 2013 a CBS renovou  Hawaii Five-0 Para sua quarta Temporada.
A quarta temporada terá seu episódios exibidos as sextas-feiras às 21:00hs.
A quarta temporada de Hawaii Five-0 vai ao ar em 27 de setembro de 2013

## Elenco

### Principal
- Alex O'Loughlin como Tenente-Comandante Steven "Steve" McGarrett
- Scott Caan como Detetive Danny "Danno" Williams
- Daniel Dae Kim como Tenente Chin Ho Kelly
- Grace Park como Oficial Kono Kalakaua
- Masi Oka como Dr. Max Bergman
- Michelle Borth como Tenente Catherine Rollins

### Recorrente
- Terry O'Quinn como Comandante Joe White
- Christine Lahti como Doris McGarrett
- Chi McBride como o Comandante da SWAT Lou Grover
- Mark Dacascos como Wo Fat
- Taylor Wily como Kamekona
- Teilor Grubbs como Grace Williams
- Dennis Chun como Sargento Duke Lukela

## Episódios
| Seq | Ep. | Titulo                                                                                        | Diretor             | Escritor                                                                             | Exibição Original EUA   |
| --- | --- | --------------------------------------------------------------------------------------------- | ------------------- | ------------------------------------------------------------------------------------ | ----------------------- |
| 72  | 1   | "Aloha Ke Kahi Ke Kahi (We Need Each Other)" "Precisamos uns dos outros"                      | Bryan Spicer        | Peter M. Lenkov and Ken Solarz                                                       | 27 de setembro de 2013  |
| 73  | 2   | "ʻAʻale Maʻa Wau (Fish Out of Water)" "Peixe Fora D'agua"                                     | Joe Dante           | John Dove                                                                            | 4 de outubro de 2013    |
| 74  | 3   | "Kaʻoia Iʻo Ma Loko (The Truth Within)" "Verdade Interior"                                    | Duane Clark         | Steven Lilien & Bryan Wynbrandt                                                      | 11 de outubro de 2013   |
| 75  | 4   | "A ia la aku (From This Day Forward)" "De Hoje em Diante"                                     | Bryan Spicer        | Christina M. Kim & David Wolkove                                                     | 18 de outubro de 2013   |
| 76  | 5   | "Kupuʻeu (Fallen Hero)" "Heroi Caido"                                                         | Jeffrey Hunt        | Moira Kirland & Eric Guggenheim                                                      | 25 de outubro de 2013   |
| 77  | 6   | "Kupouli ʻla (Broken)" "Quebrado"                                                             | John Terlesky       | Sue Palmer & David Wolkove                                                           | 1 de novembro de 2013   |
| 78  | 7   | "Ua Nalohia (In Deep)" "Infiltrado"                                                           | Joe Dante           | Story by: John Dove & Noah Nelson Teleplay by: Bradley Paul                          | 8 de novembro de 2013   |
| 79  | 8   | "Akanahe (Reluctant Partner)" "Parceiro Relutante"                                            | Jerry Levine        | Steven Lilien & Bryan Wynbrandt                                                      | 15 de novembro de 2013  |
| 80  | 9   | "Hauʻoli La HoʻomaikaʻI (Happy Thanksgiving)" "Ação de Graças"                                | Allison Liddi-Brown | Eric Guggenheim & Moira Kirland                                                      | 22 de novembro de 2013  |
| 81  | 10  | "Hoʻonani Makuakane (Honor Thy Father)" "Honre teu Pai"                                       | Larry Teng          | Peter M. Lenkov & Ken Solarz                                                         | 13 de dezembro de 2013  |
| 82  | 11  | "Pukana (Keepsake)" "Lembrança"                                                               | Bryan Spicer        | Bill Hayes                                                                           | 20 de dezembro de 2013  |
| 83  | 12  | "O kela me keia Manama (Now and Then)" "De vez em quando"                                     | Peter Weller        | John Dove                                                                            | 10 de janeiro de 2014   |
| 84  | 13  | "Hana Lokomaika'i (The Favor)" "O Favor"                                                      | Sylvain White       | Story by: Peter M. Tassler Teleplay by: Peter M. Lenkov & Ken Solarz                 | 17 de janeiro de 2014   |
| 85  | 14  | "Na hala a ka makua (Sins of the Father)" "Pecados do Pai"                                    | Peter Weller        | David Wolkove                                                                        | 31 de janeiro de 2014   |
| 86  | 15  | "Pale La (Buried Secrets)" "Segredos Ocultos"                                                 | Jerry Levine        | Moira Kirkland                                                                       | 28 de fevereiro de 2014 |
| 87  | 16  | "Hoku Welowelo (Fire in the Sky)" "Fogo no Céu"                                               | Jeffery Hunt        | Steven Lilien & Bryan Wynbrandt                                                      | 7 de março de 2014      |
| 88  | 17  | "Ma Lalo o ka 'ili (Beneath the Surface)" "Abaixo da Superfície"                              | Bryan Spicer        | Story by: Bill Haynes Teleplay by: Bill Haynes & John Dove                           | 14 de março de 2014     |
| 89  | 18  | "Ho'i Hou (Reunited)" "Reunidos"                                                              | Sylvain White       | Christina M. Kim                                                                     | 4 de abril de 2014      |
| 90  | 19  | "Ku I Ka Pili Koko (Blood Brothers)" "Irmãos de Sangue"                                       | Maja Vrvilo         | Story by: David Wolkove Teleplay by: Steven Lilien and Bryan Wynbrandt               | 11 de abril de 2014     |
| 91  | 20  | "Pe'epe'e Kainaka (Those Among Us)" "Aqueles entre nós"                                       | Jeff Cadiente       | John Dove                                                                            | 25 de abril de 2014     |
| 92  | 21  | "Makani 'olu a holo malie (Fair Winds and Following Seas)" "Ventos justos e depois dos mares" | Jeffrey Hunt        | Story by: Peter M. Lenkov, Ken Solarz & Eric Guggenheim Teleplay by: Eric Guggenheim | 2 de maio de 2014       |
| 93  | 22  | "O ka Pili'Ohana ka 'Oi (A Close Family is Best)" "Uma Família Reunida é Melhor"              | Bryan Spicer        | Peter Lenkov & Ken Solarz                                                            | 9 de maio de 2014       |